# Winzerwiese und Gosebruch
Die Winzerwiese und Gosebruch sind ein Naturschutzgebiet (NSG) im Landkreis Meißen in Sachsen. Das 11,6 ha große Gebiet mit der NSG-Nr. D 03 liegt etwa 1 Kilometer nördlich von Naundörfel, einem Ortsteil der Gemeinde Diera-Zehren.
Das Naturschutzgebiet wurde durch die Anordnung Nr. 3 über Naturschutzgebiete vom 11. September 1967 des Vorsitzenden des Landwirtschaftsrates der DDR (GBl. DDR II, S. 697) festgesetzt. Mit einer 
Verordnung des Regierungspräsidiums Dresden vom 6. Januar 2006 (SächsABl. S. 123) wurde der Gebietsschutz in bundesdeutsche Recht überführt. Diese Verordnung wurde zuletzt geändert am 13. April 2007 (SächsABl. Sonderdr. S. S300).
Das Naturschutzgebiet ist Bestandteil des FFH-Gebietes Nr. 4746-304 „Winzerwiese“ und des Landschaftsschutzgebietes „Riesaer Elbtal und Seußlitzer Elbhügelland“.

## Beschreibung
Das Gebiet umfasst einen Talabschnitt des Gosebaches mit der Winzerwiese und den angrenzenden Pfeifengraswiesen, Wald- und Grünlandbereichen. Im Gebiet werden Nass- und Feuchtwiesen, Bruch-, Auen- und Trockenwälder angetroffen. Die Winzerwiese ist Habitat für pflanzengeografisch und florengeschichtlich bedeutsame Elemente, wie Weißes Fingerkraut, Nordisches Labkraut, Sibirische Schwertlilie, Große Sterndolde und Akeleiblättrige Wiesenraute. 